# 森友寛
森友 寛（もりとも ひろし、1926年〈大正15年〉9月28日 - 1995年〈平成7年〉1月7日）は、日本の教育者。学校法人森友学園の創立者。
大阪府大阪市港区出身。全国初の学校法人立幼稚園を認可させ、私学振興助成法を成立させた。戒名は慈福院智尊寛叡居士
- 1990年、藍綬褒章を受章
- 1991年、民生児童委員長としての功績を厚生大臣山下徳夫より表彰
- 1995年、正六位勲五等双光旭日章を受章

## 人物
- 松本為一が運営する珠算塾の塾長の代理となる。
- 太平洋戦争時、幹部候補生となり戦地へ。戦後、日本生命につとめる傍ら、珠算塾を経営していた
- 逝去した際には園葬となり、中川和雄大阪府知事や西尾正也大阪市長など2000名を超える人々に送られた。

## 家族
- 弟：森友健（学校法人森友学園元理事、日本珠算連盟理事長）
- 弟：森友潔（学校法人森友学園元理事、学校法人新清和台学園理事長）
- 娘：籠池諄子
- 娘婿：籠池泰典（学校法人森友学園元理事長）
- 孫：籠池町浪（学校法人森友学園理事長）
- 孫：籠池佳茂（籠池商事代表取締役）